# وينديل فلمنج
وينديل فلمنج (بالإنجليزية: Wendell Fleming)‏ هو رياضياتي أمريكي، ولد في 7 مارس 1928 في غوثري في الولايات المتحدة.